# Anops kingii
Anops kingii är en ödleart som beskrevs av  Bell 1833. Anops kingii ingår i släktet Anops och familjen Amphisbaenidae. Inga underarter finns listade i Catalogue of Life.